# Distrito de Antón
El distrito de Antón es una de las divisiones que conforma la provincia de Coclé, situado en la República de Panamá. Fue fundado el 12 de septiembre de 1855.

## Geografía
Su relieve es montañoso al norte y de sabana al sur. La cordillera está cerca de la costa por lo que los ríos son cortos y rápidos. Entre sus elevaciones importantes están el cerro Gaital con 1185 metros m s. n. m. en el Valle de Antón.
Su clima es subtropical húmedo en el Valle de Antón y tropical de sabana en la cabecera del distrito, la ciudad de Antón, y la playa de Farallón.
Hacia el este de la provincia los ríos son menos caudalosos. Entre ellos están Estancia, Antón, Farallón, y Las Guías; este último le sirve de límite con la provincia de Panamá Oeste.
El distrito posee un islote llamado Farallón del Chirú a 2 millas de la costa.
Sus coordenadas son 8°25'0" N y 80°12'0" W en formato DMS (grados, minutes, segundos) o 8.41667 y -80.2 (en grados decimales). Su posición UTM es NK83 y su referencia Joint Operation Graphics es NC17-15.
La zona horaria de Distrito Antón es UTC/GMT-5.

### Límites
- Al norte con el Distrito de Penonomé y el Distrito de San Carlos.
- Al sur con el Océano Pacífico.
- Al este con el Distrito de San Carlos.
- Al oeste con el Distrito de Penonomé.

El distrito se encuentra a dos horas de camino desde la Panamá (ciudad).

## División político-administrativa
Está conformado por diez corregimientos:
- Antón  (Ciudad cabecera)
- Cabuya
- El Chirú
- El Retiro
- El Valle
- Juan Díaz
- Río Hato
- San Juan de Dios
- Santa Rita
- Caballero

## Economía
Algunas de las actividades económicas del distrito de Antón son la pesca y cultivo del camarón, la agricultura y el cultivo de la caña de azúcar, y el turismo.